# Truncatella rostrata
Truncatella rostrata is een slakkensoort uit de familie van de Truncatellidae. De wetenschappelijke naam van de soort is voor het eerst geldig gepubliceerd in 1848 door Gould.